# Ругун
Ругун (лезг. Ругун) — село в Курахском районе Дагестана. Входит в состав сельского поселения Сельсовет «Икринский».

## Географическое положение
Расположено на реке Ругунчай в 17 км к северо-востоку от районного центра с. Курах.

## Население
| 1895 | 1926 | 1939 | 1970 | 1989 | 2002 | 2010 |
| ---- | ---- | ---- | ---- | ---- | ---- | ---- |
| 59   | ↗92  | ↗134 | ↗199 | ↘92  | ↗136 | ↗151 |
| 2021 |      |      |      |      |      |      |
| ↘122 |      |      |      |      |      |      |

Моноэтническое лезгинское село.